# Kaloegerovo (Pazardzjik)
Kaloegerovo (Bulgaars: Калугерово) is een dorp in het zuidwesten van Bulgarije. Het dorp is gelegen in de gemeente Lesitsjovo, oblast Pazardzjik. Het dorp ligt hemelsbreed 20 km ten noordwesten van de stad Pazardzjik en 80 kilometer ten zuidoosten van Sofia.

## Bevolking
Op 31 december 2020 werden er 1.121 inwoners in het dorp Kaloegerovo geregistreerd door het Nationaal Statistisch Instituut van Bulgarije. Het aantal inwoners vertoont al meerdere jaren een dalende trend: in 1946 had het dorp nog 3.029 inwoners.
|  |

In het dorp wonen voornamelijk etnische Bulgaren. In de optionele volkstelling van 2011 identificeerden 1.099 van de 1.123 ondervraagden zichzelf als “Bulgaar”, oftewel 97,9% van alle ondervraagden. De rest van de bevolking bestond vooral uit Roma (20 personen, oftewel 1,8%).
| Etnische samenstelling van de respondenten (2011) | Etnische samenstelling van de respondenten (2011) | Etnische samenstelling van de respondenten (2011) | Etnische samenstelling van de respondenten (2011) | Etnische samenstelling van de respondenten (2011) |
| ------------------------------------------------- | ------------------------------------------------- | ------------------------------------------------- | ------------------------------------------------- | ------------------------------------------------- |
|                                                   |                                                   |                                                   |                                                   |                                                   |
| Bulgaren                                          | Bulgaren                                          |                                                   | 97,9%                                             | 97,9%                                             |
| Turken                                            | Turken                                            |                                                   | 0,0%                                              | 0,0%                                              |
| Roma                                              | Roma                                              |                                                   | 1,8%                                              | 1,8%                                              |
| Anders/Onbekend                                   | Anders/Onbekend                                   |                                                   | 0,3%                                              | 0,3%                                              |

Van de 1.164 inwoners die in februari 2011 werden geregistreerd, waren er 95 jonger dan 15 jaar oud (8,2%), gevolgd door 658 personen tussen de 15-64 jaar oud (56,5%) en 411 personen van 65 jaar of ouder (35,3%).